# Primeira Presidência

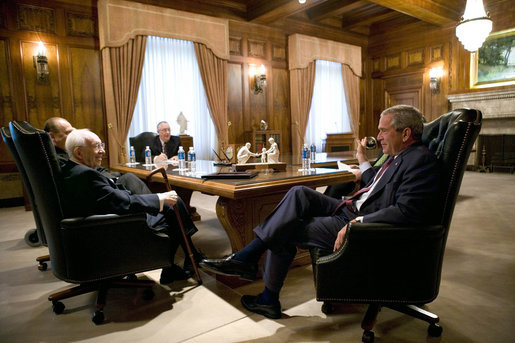
George W. Bush (À direita) se reúne com o Primeiro Presidente em agosto de 2006 no Edifício Administrativo da Igreja. No sentido horário sentados são: Gordon B. Hinckley, Presidente; Thomas S. Monson, Primeiro Conselheiro (não revelado); James E. Faust, Segundo Conselheiro (não revelado); e F. Michael Watson, então Secretário da Primeira Presidência. Após esta foto ser tirada, Hinckley e Faust morreram e a Primeira Presidência foi reorganizada.

Primeira Presidência designa dentro do movimento dos Santos dos Últimos Dias a hierarquia máxima; seu presidente é o Presidente da Igreja e é aclamado pelos membros da Igreja como Profeta.
Este quórum é formado por portadores do Sacerdócio de Melquisedeque e, creem os Santos dos Últimos Dias, corresponde ao que funcionava na Igreja de Jesus Cristo, após a morte de Jesus, por Pedro, Tiago e João. Quando a Igreja de Cristo foi organizada em 6 de abril de 1830, Joseph Smith e Oliver Cowdery lideraram a igreja na sua qualidade de presbíteros. Smith inaugurou a Primeira Presidência em 8 de março de 1832, com as ordenações de Jesse Gause e Sidney Rigdon como seus conselheiros.
O termo "primeira presidência", embora usado, pelo menos, desde 1834, não se tornou padrão até 1838.
A presidência foi criada para exercer autoridade sobre toda a igreja, enquanto as jurisdições do  Doze Apóstolos e os  Setenta foram as áreas periféricas fora dos locais de reunião onde a igreja foi organizada em uma base mais permanente.
Joseph Smith Jr presidiu por este até sua morte em 1844. Posteriormente a Primeira Presidência foi organizada por Brigham Young, porém com dissidências.
Atualmente, a Primeira Presidência d'A Igreja de Jesus Cristo dos Santos dos Últimos Dias é formada por: Russell M. Nelson (Presidente), Dallin H. Oaks (Primeiro Conselheiro), Henry B. Eyring (Segundo Conselheiro). Estes homens formam um quórum de três Apóstolos e presidem a Igreja em todo o mundo. 
Por alegada revelação divina, a Primeira Presidência possui todas as chaves do sacerdócio, descrita em Hebreus 7:24-28.
Os membros da Primeira Presidência têm o ofício de Apóstolos, embora não componham o Quórum dos Doze Apóstolos. O Quórum dos Doze tem equivalência em autoridade à Primeira Presidência. E o Quórum dos Setenta age sobre orientação dos Doze, porém não tem o poder pleno da igreja.[Marcos 7:13]
Os Setenta agem sob orientação dos Doze, que agem segundo as orientações da Primeira Presidência, presidida por Russel M. Nelson￼, que segue orientações reveladas por Jesus Cristo, considerado até hoje o cabeça da igreja.